# Grzyby mikroskopijne

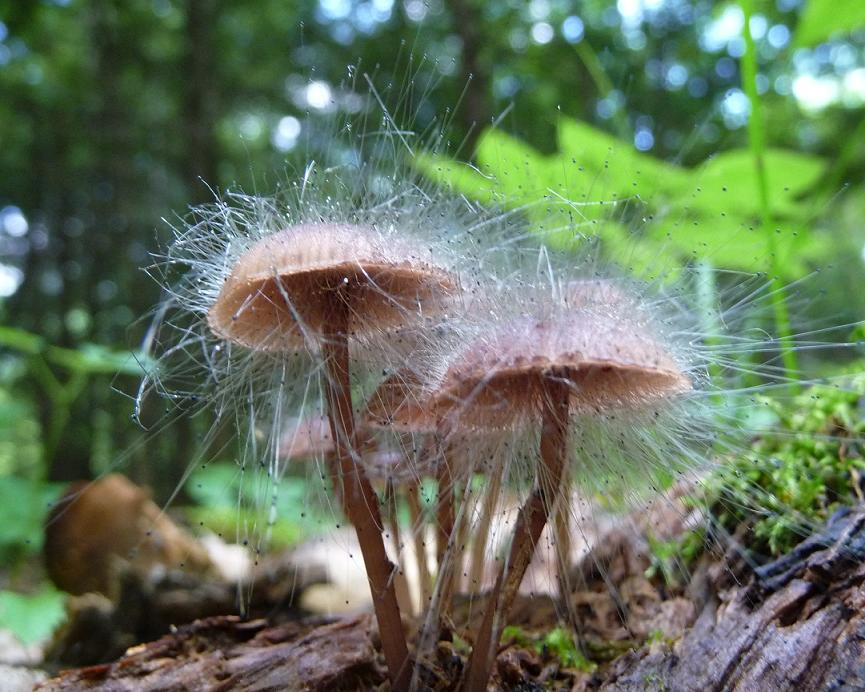
Spinellus fusiger na wielkoowocnikowej grzybówce krwistej

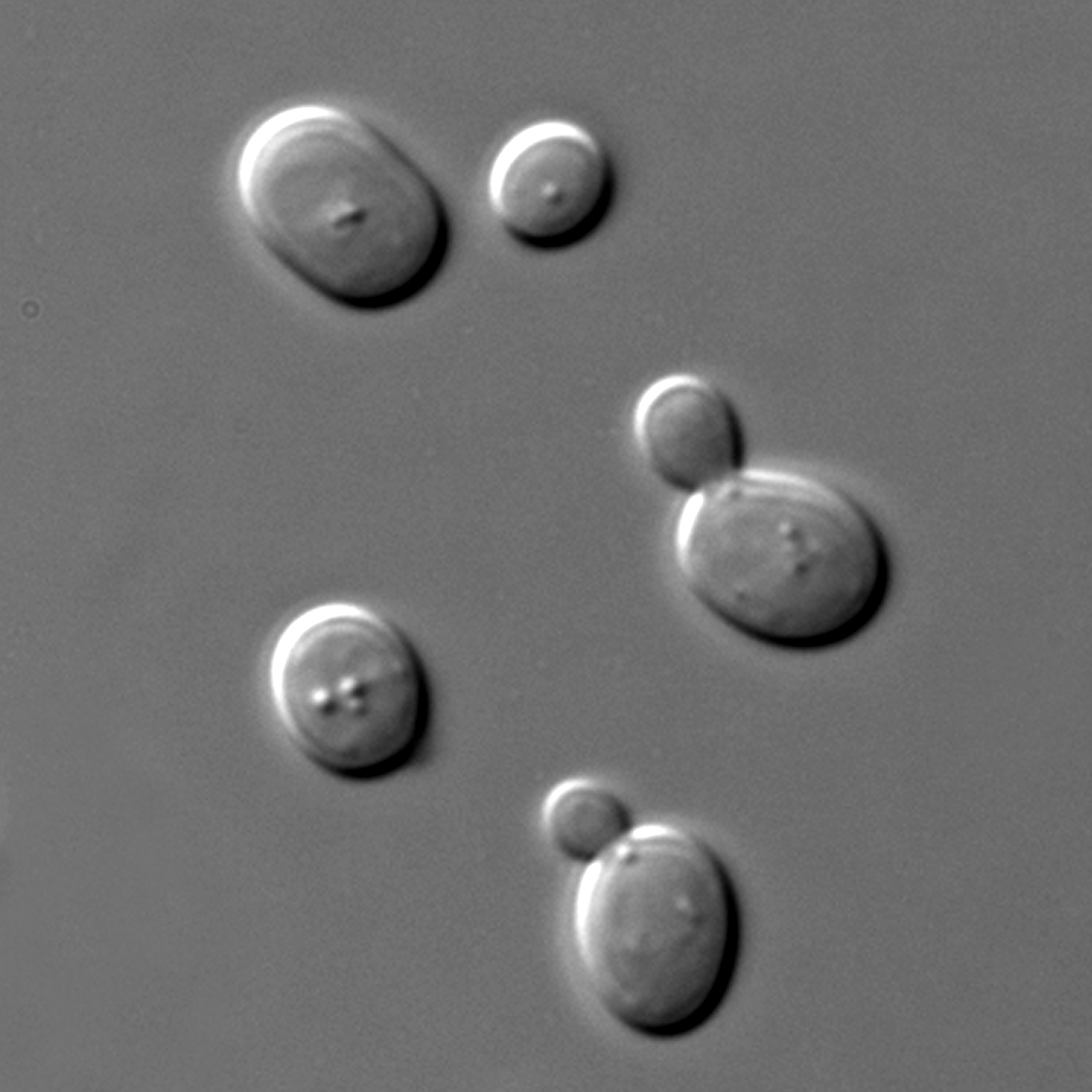
Drożdże piekarnicze (Sacharomyces cerevisiae), różnicowa mikroskopia interferencyjna

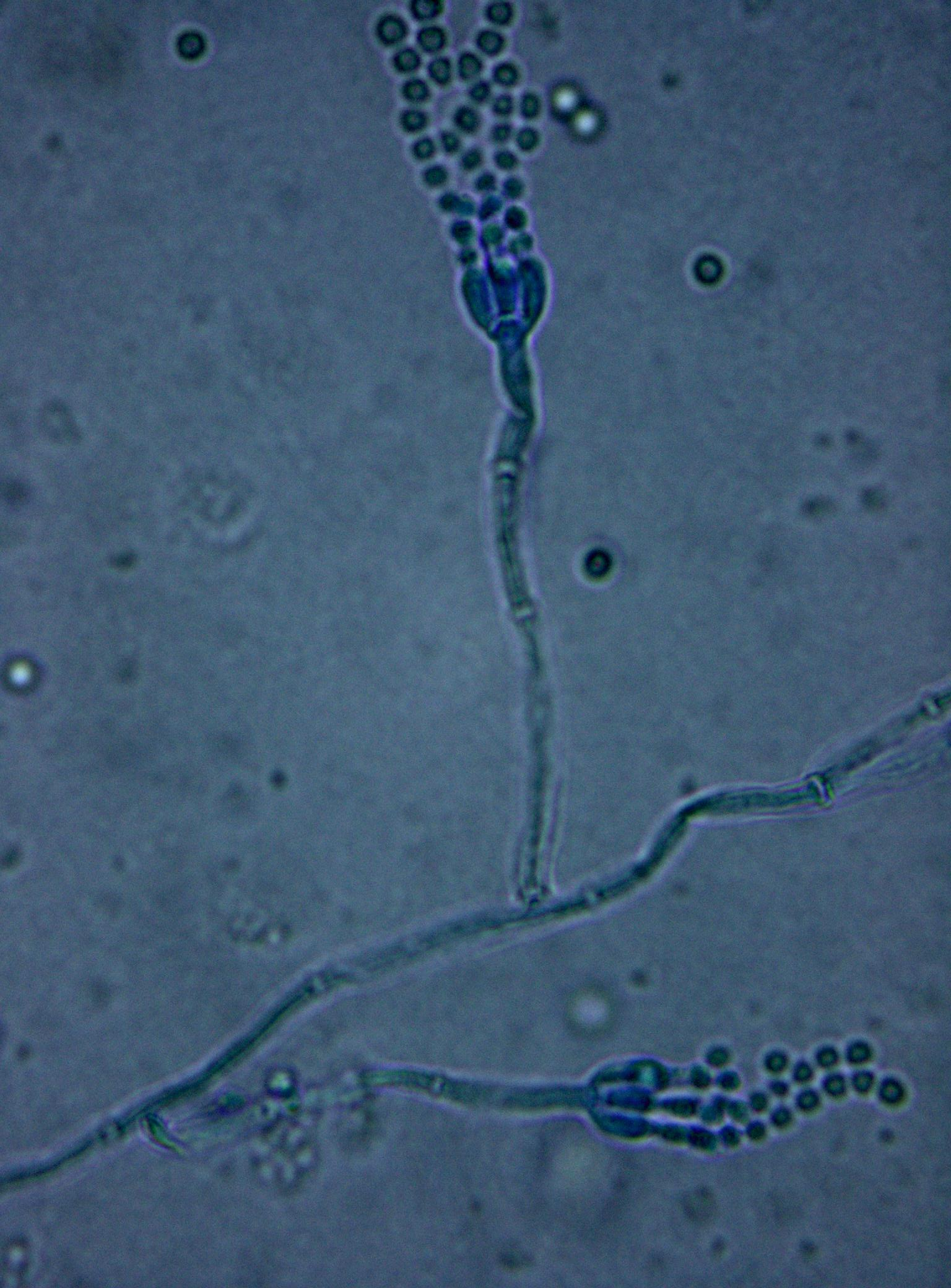
Penicillium spp., również pod mikroskopem, barwione błękitem laktofenolowym z bawełny

Grzyby mikroskopijne (łac.  Micromycetes) – grzyby o niewielkich rozmiarach, przeciwieństwo grzybów wielkoowocnikowych (Macromycetes). Są to niezbyt precyzyjne pojęcia, używane jednak w mykologii przy tworzeniu różnego rodzaju zestawień gatunków i w innych opracowaniach. Do grzybów mikroskopijnych zalicza się gatunki o rozmiarach od mikroskopijnych (widocznych tylko pod mikroskopem) do bardzo małych, o rozmiarach do kilku milimetrów. Niektóre gatunki są zarówno grzybami makroskopijnymi, jak i mikroskopijnymi. Na przykład grzyby z rodzaju Ophiocordyceps tworzą mikroskopijnej wielkości owocniki, ale zanurzone w podkładkach o makroskopijnej wielkości. Do grzybów mikroskopijnych należą drożdże, grzyby drożdżopodobne i grzyby strzępkowe, a wśród tych ostatnich także grzyby owocnikowe.
Grzyby mikroskopijne obejmują bardzo liczne jednostki taksonomiczne, są też bardzo zróżnicowane pod względem biologicznym i ekologicznym. Należą do nich zarówno saprotrofy rozwijające się na obumarłych organizmach, jak i pasożyty roślin, zwierząt i innych grzybów, a także nadpasożyty. Liczba gatunków grzybów mikroskopijnych na świecie jest bardzo duża i wciąż opisywane są kolejne taksony. Liczba występujących w Polsce gatunków grzybów mikroskopijnych znana jest tylko w przybliżeniu. W 2008 r. trzej autorzy stworzyli pierwsze zbiorcze zestawienie takich grzybów. Liczy ono około 6 tysięcy gatunków, autorzy zastrzegają jednak, że jest to tylko wstępna i niekompletna lista, o czym świadczy już sam tytuł opracowania Wstępna lista grzybów mikroskopijnych Polski. Ponadto część gatunków grzybów mikroskopijnych znajduje się w dwóch innych zestawieniach grzybów Polski: W. Fałtynowicza Porosty i grzyby naporostowe Polski i opracowaniu Lichenicolous Fungi of Poland a cataloque and key to species.
Mimo niewielkich rozmiarów grzyby mikroskopijne mają bardzo duże znaczenie w medycynie, rolnictwie i leśnictwie. U ludzi i zwierząt wywołują choroby zwane grzybicami, w rolnictwie i leśnictwie są źródłem dużych strat, wywołują bowiem groźne i często trudne do zwalczenia choroby grzybowe.